# Onthophagus alcedo
Onthophagus alcedo là một loài bọ cánh cứng trong họ Bọ hung (Scarabaeidae).